# 18. јануар
18. јануар је осамнаести дан у години у Грегоријанском календару. 347 дана (348 у преступним годинама) остаје у години после овог дана.

## Догађаји
- 350 — Римски војсковођа Магненције збацио легитимног цара Констанса I.
- 470 — Малолетни Лав II ступио на источноримски (византијски) престо.
- 532 — Малобројне царске трупе предвођене Велизаром савладале устанак Ника у Константинопољу. Победа над устаницима трајно учврстила режим византијског цара Јустинијана I.
- 1520 — Краљ Данске и Норвешке Кристијан II победио је Швеђане и освојио Шведску.
- 1535 — Шпански конкистадор Франсиско Пизаро основао је Лиму, сада главни град Перуа.
- 1654 — Вођа запорошких козака хетман Богдан Хмељницки признао је врховну власт руског цара, чиме се Украјина ујединила с Русијом, што је изазвало руско-пољски рат (1654—67).
- 1778 — Енглески морепловац Џејмс Кук открио је Хаваје, које је назвао Сендвичка острва по имену лорда Сендвича.
- 1788 — 736 кажњеника прогнаних из Енглеске искрцало се у Ботани Беј, чиме је формирана прва кажњеничка колонија у Аустралији.
- 1871 — У Дворани огледала палате у Версају пруски краљ Вилхелм I проглашен је за првог цара новоствореног Немачког царства.
- 1896 — Прва јавна демонстрација икс зрака.
- 1919 — Француски премијер Жорж Клемансо отворио је Версајску мировну конференцију након окончања Првог светског рата.
- 1944 — Након седмодневних борби совјетске трупе су у Другом светском рату окончале блокаду Лењинграда, у којем је током немачке опсаде од септембра 1941. од исцрпљености и глади умрло око 620.000 људи.
- 1963 — Основан Протекторат Јужне Арабије.
- 1974 — После седмодневних преговора Египат и Израел потписали су споразум о дезангажовању војних снага дуж Суецког канала.
- 1977 — У авионској несрећи близу Сарајева погинули су председник владе СФР Југославије Џемал Биједић, његова супруга Разија и још шест путника.
- 1977 — У најтежој железничкој несрећи у Аустралији, око 80 људи је погинуло када је воз у Сиднеју ударио у бетонски мост.
- 1989 — четврти дан заредом хиљаде Чехословака сливало се ка централном прашком тргу Вацлавске намести певајући „слобода“, „истина“ и „људска права“ у мирном протесту против комунистичких власти.
- 1991 — Парламент Јордана је осудио ваздушне нападе на Ирак у операцији „Пустињска олуја“ и позвао арапске и исламске земље на акцију против САД и њених савезника; Ирак је лансирао осам ракета „скад“ на Израел, у покушају да јеврејску државу увуче у Заливски рат.
- 1996 — Владајућа социјалистичка партија (ПАСОК) изабрала је Костаса Симитиса за премијера Грчке, након што је тешко оболели оснивач ПАСОК-а Андреас Папандреу поднео оставку.
- 1997 — Франц Враницки поднео је оставку на положај аустријског канцелара на којем је био скоро 11 година.
- 1999 — Одлука владе СР Југославије да представника ОЕБС на Косову Вилијама Вокера прогласи „персоном нон грата“ и да ускрати дозволу главном тужиоцу Међународног суда за ратне злочине Луиз Арбур да уђе у земљу, додатно је заоштрила југословенске односе с међународном заједницом.
- 2001 — САД су укинуле санкције СР Југославији уведене почетком 1999. због политике режима Слободана Милошевића према Албанцима на Косову. Америчким фирмама тада је било забрањено да послују са Југославијом. Поред скидања те забране, укидање америчких санкција отворило је врата за улазак страних кредита у СР Југославију.
- 2002 — Влада Сијера Леонеа објавила је крај грађанског рата током којег је убијено око 50.000 људи, махом цивила. Рат против владе водио је Уједињени револуционарни фронт (РУФ) познат по својој бруталности.
- 2003 — На Шестом ванредном конгресу Социјалистичке партије Србије (СПС) за председника партије поново је изабран хашки оптуженик Слободан Милошевић.
- 2006 — НАСА лансирала најбржу свемирску летелицу у оквиру мисије Нови хоризонти, што је прва мисија посвећена Плутону.

## Рођења
- 1689 — Монтескје, француски филозоф. (прем. 1755)[1]
- 1892 — Оливер Харди, амерички глумац и комичар. (прем. 1957)[2]
- 1893 — Хорхе Гиљен, шпански песник и књижевни критичар. (прем. 1984)[3]
- 1904 — Кери Грант, енглеско-амерички глумац. (прем. 1986)[4]
- 1909 — Оскар Давичо, српски писац и песник. (прем. 1989)[5]
- 1911 — Дени Кеј, амерички глумац, комичар, музичар и плесач. (прем. 1987)[6]
- 1914 — Витомил Зупан, словеначки писац, песник и драматург. (прем. 1987)[7]
- 1928 — Александар Гомељски, руски кошаркаш и кошаркашки тренер. (прем. 2005)[8]
- 1933 — Дејвид Белами, енглески ботаничар, писац, ТВ водитељ и активиста за заштиту животне средине. (прем. 2019)[9]
- 1933 —  Џон Бурман, енглески редитељ, сценариста и продуцент.
- 1938 — Ентони Гиденс, енглески социолог.[10]
- 1943 — Пол Фриман, енглески глумац.[11]
- 1944 — Александер Фан дер Белен, аустријски политичар, председник Аустрије (2017—).[12]
- 1947 — Такеши Китано, јапански глумац, комичар, редитељ, сценариста, ТВ водитељ и писац.[13]
- 1950 — Жил Вилнев, канадски аутомобилиста, возач Формуле 1. (прем. 1982)[14]
- 1950 — Дино Менегин, италијански кошаркаш.[15]
- 1954 — Исмета Дервоз, босанскохерцеговачка певачица и политичарка.[16]
- 1955 — Кевин Костнер, амерички глумац, редитељ, продуцент и музичар.[17]
- 1955 — Френки Наклс, амерички ди-џеј и музички продуцент. (прем. 2014)[18]
- 1957 — Рајко Јањанин, српски фудбалер.[19]
- 1960 — Марк Рајланс, енглески глумац, драматург и позоришни редитељ.
- 1967 — Иван Заморано, чилеански фудбалер.[20]
- 1968 — Драгана Мирковић, српска певачица.[21]
- 1969 — Дејв Батиста, филипинско-амерички глумац, рвач, бодибилдер и мајстор мешовитих борилачких вештина.[22]
- 1971 — Пеп Гвардиола, шпански фудбалер и фудбалски тренер.[23]
- 1971 — Џонатан Дејвис, амерички музичар, најпознатији као фронтмен и певач групе Корн.[24]
- 1971 — Кристијан Фитипалди, бразилски аутомобилиста, возач Формуле 1.[25]
- 1978 — Горан Јевтић, српски глумац.[26]
- 1978 — Тор Хусховд, норвешки бициклиста.[27]
- 1979 — Пауло Фереира, португалски фудбалер.[28]
- 1980 — Ненад Брновић, црногорски фудбалер.[29]
- 1980 — Џејсон Сигел, амерички глумац, комичар, сценариста, продуцент, музичар и писац.[30]
- 1981 — Оливје Рокус, белгијски тенисер.[31]
- 1983 — Јелена Гавриловић, српска глумица.[32]
- 1984 — Оливер Стевић, српски кошаркаш.[33]
- 1985 — Рикардо Монтоливо, италијански фудбалер.[34]
- 1988 — Анџелик Кербер, немачка тенисерка.[35]
- 1988 — Ашли Мари, америчка глумица и певачица.[36]
- 1989 — Сабрина Влашкалић, српска музичарка и професорка класичне гитаре. (прем. 2019)[37]
- 1990 — Горги Ђенг, сенегалски кошаркаш.[38]
- 1990 — Начо, шпански фудбалер.[39]
- 1995 — Драгана Станковић, српска кошаркашица.[40]
- 1997 — Милош Стојановић, српски фудбалер.[41]

## Смрти
- 1862 — Џон Тајлер, амерички политичар и председник.[42]
- 1936 — Радјард Киплинг, енглески писац. (рођ. 1865)[43]
- 1939 — Драгиша Мишовић, српски лекар и комуниста. (рођ. 1898)
- 1977 — Џемал Биједић, југословенски политичар.[44]
- 1977 — Карл Цукмајер, немачки књижевник.[45]
- 1987 — Серђо Блажић, хрватски певач и члан рок групе Атомско склониште.[46]
- 2008 — Милица Манојловић, оснивач и диригент Хора "Колибри". (рођ. 1933)

## Празници и дани сећања
- Српска православна црква слави:[47]
  - Свештеномученика Теопемта и Теону
  - Преподобну Синклитикију
  - Преподобну Аполинарију девицу
  - Преподобног Григорија Критског
  - Преподобног оца Фостирија
  - Преподобни Мина
  - Светог пророка Михеја I
  - Светог мученика Саиса
  - Преподобну Домнину
  - Преподобну Татјану
  - Светог мученика Теоида
  - Крстовдан